# FESS
La chirurgia endoscopica nasosinusale o FESS (dall'inglese functional endoscopic sinus surgery) consiste in un intervento chirurgico mirato al trattamento di alcune patologie nasosinusali, principalmente sinusiti croniche e poliposi.
L'obiettivo dell'intervento di FESS consiste normalmente nel liberare le vie di drenaggio dei seni paranasali, ampliando gli osti e ripristinandone la fisiologica aerazione.

## La tecnica
Il trattamento chirurgico della patologia infiammatoria dei seni paranasali ha subito profondi cambiamenti negli ultimi anni, grazie all'introduzione di nuovi strumenti tecnologici e allo sviluppo di nuove tecniche chirurgiche mininvasive.
Negli ultimi vent'anni, l'endoscopia nasale, grazie alle sempre più sofisticate apparecchiature ottiche, disponibili in diverse varietà di diametri (2,7 mm e 4 mm) e di angolazioni (0°, 30°, 45° e 70°), in grado di garantire un'eccellente visualizzazione ed illuminazione del campo operatorio, è diventato il gold standard nel percorso diagnostico e terapeutico della patologia dei seni paranasali.
La metodica si basa sull'utilizzo di un endoscopio in grado di fornire un'immagine ingrandita delle strutture interne delle fosse nasali, e di una serie di strumenti da taglio e non, con il fine di rimuovere le alterazioni anatomiche che creano ostruzione e asportare la mucosa danneggiata.
L'intervento di FESS migliora le condizioni ventilatorie e di drenaggio naso-sinusale, ma non risolve la patologia infiammatoria di base, la cui stabilizzazione è invece legata all'efficacia della terapia seguita.

## Il post-chirurgico
Con l'introduzione della FESS, è stato possibile abbreviare i tempi di operazione e di degenza post operatoria, ma soprattutto si sono ridotte le complicanze.
Si tratta tuttavia pur sempre di un intervento chirurgico che causa danni, anche se lievi, ai tessuti e alla mucosa nasale: fondamentale ai fini di una sua buona riuscita risulta perciò la gestione post-chirurgica del paziente.
Per la completa guarigione sono necessarie alcune settimane, durante le quali il paziente può presentare gonfiore, tumefazione e dolore all'interno del naso, con formazione di croste e secrezioni di muco.
Per facilitare e velocizzare la guarigione riducendo il discomfort post-operatorio, è oggi diffusa una innovativa terapia topica a base di nebulizzazioni nasali di sodio ialuronato 9 mg ad alto peso molecolare.
Diversi studi hanno infatti dimostrato come l'acido ialuronico nebulizzato nelle fosse nasali 2 volte al giorno tramite un apposito device, sia in grado di ridurre la produzione di croste, impedire la formazione di aderenze, nonché favorire il remodelling della mucosa e una sua una migliore riepitelizzazione.
Le caratteristiche delle molecole di acido ialuronico, con il loro alto grado di idratazione, consentono di mantenere l'elasticità e il tono dei tessuti, esercitando al contempo un'azione pro-riepitelizzante e anti-infiammatoria, oltre che di stimolo del meccanismo di clearance mucociliare, indispensabile per rimuovere le secrezioni e gli agenti esterni che si depositano nel naso.